# Шульгівська волость
Шульгівська волость — історична адміністративно-територіальна одиниця Новомосковського повіту Катеринославської губернії.
Станом на 1886 рік складалася з єдиного поселення, 4 сільських громад. Населення — 4577 осіб (2239 чоловічої статі та 2338 — жіночої), 1308 дворових господарств.
|                    | Площа, десятин | У тому числі орної, дес. |
| ------------------ | -------------- | ------------------------ |
| Сільських громад   | 8799           | 3507                     |
| Казенної власності | —              | —                        |
| Іншої власності    | 143            | 50                       |
| Загалом            | 8942           | 3557                     |

Найбільше поселення волості:
- Шульгівка — село при затоці Орелищі за 67 верст від повітового міста, 3100 осіб, 408 дворів, церква православна, школа, поштова станція, 2 ярмарки на рік.
- Гречане — село при озері Штаньковому, 600 осіб, 79 дворів.
- Сорочине — село при струмкові Протовім, 828 осіб, 109 дворів.